# V-dwergspanner
De v-dwergspanner (Chloroclystis v-ata) is een nachtvlinder uit de familie van de spanners. Met een spanwijdte van 14 tot 19 millimeter is de vlinder een van der kleinere soorten uit deze familie.
Een grote verscheidenheid aan kruidachtige en houtige planten dient als waardplant voor de v-dwergspanner.
De vlinder vliegt in twee generaties per jaar. De eerst vliegt half april tot eind mei en de tweede generatie van half juli tot eind augustus. De soort overwintert als pop.
Het verspreidingsgebied beslaat het gehele Palearctisch gebied. De vlinder komt voor in boomrijke gebieden maar ook bij grasland.

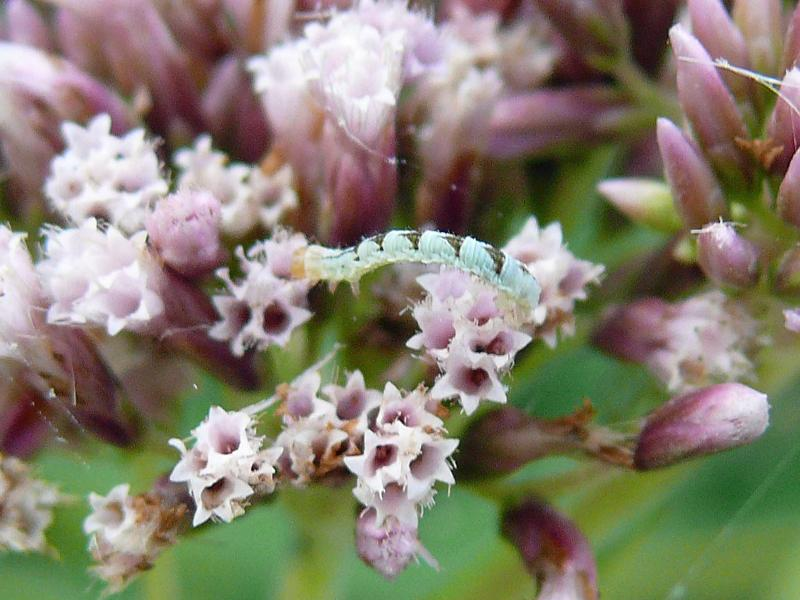
Rups